# 카를 2세 폰 외스터라이히 대공

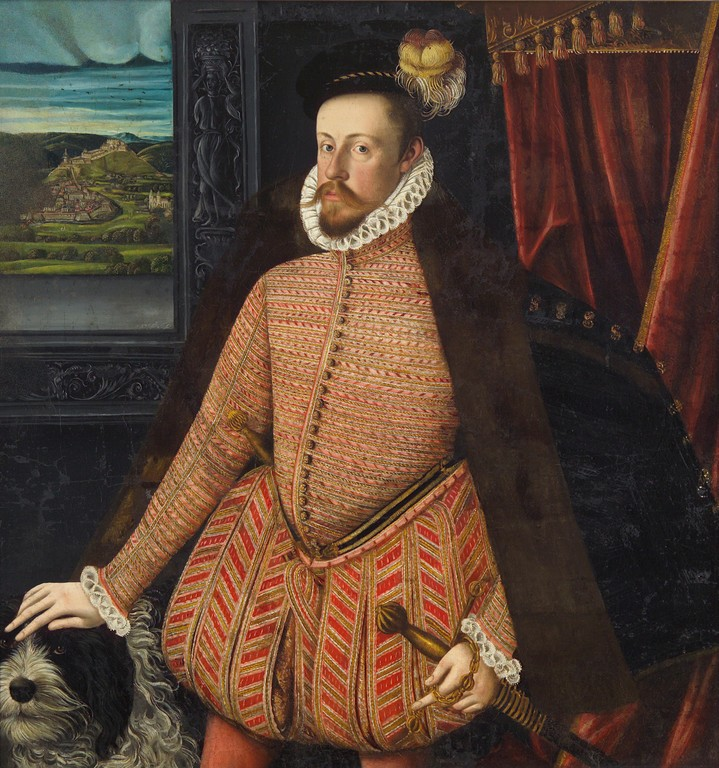
오스트리아 대공 카를 2세

오스트리아 대공 카를 2세(독일어: Karl II. Franz von Innerösterreich, 1540년 6월 3일 ~ 1590년 7월 10일)는 오스트리아 대공으로 신성 로마 제국의 황제 페르디난트 1세와 안나 황후의 셋째아들이다. 형제로는 신성 로마 제국 황제 막시밀리안 2세, 바이에른 공작 부인 안나, 폴란드 왕비 카타리나, 토스카나 대공비 요한나 등이 있다.
누나 안나의 딸이자 조카에 해당하는 마리아 안나와 결혼해 15명의 자녀를 두었다. 형 막시밀리안 2세의 아들들이 죽은 뒤 그의 아들 페르디난트가 신성 로마 제국의 황제로 즉위했다.

## 자녀
- 페르디난트(1572)
- 안나(1573~1598) 폴란드 왕비
- 마리아 크리스티나(1574~1621) 트란실바니아 공작 부인
- 카타리나 레나타(1576~1595)
- 엘리자베트(1577~1586)
- 페르디난트 2세(1578~1637) 신성 로마 제국 황제
- 카를(1579~1580)
- 그레고리아 막시밀리아네(1581~1597)
- 엘레오노레(1582~1620)
- 막시밀리안 에른스트(1583~1616)
- 마르가레테(1584~1611) 스페인 왕비
- 레오폴트(1586~1632)
- 콘스탄체(1588~1631) 폴란드 왕비
- 마리아 마그달레나(1589~1631) 토스카나 대공비
- 카를(1590~1624)